# گابینو رودریگز (بازیکن فوتبال)
گابینو رودریگز (انگلیسی: Gabino Rodríguez؛ زادهٔ ۱۸ ژوئن ۱۹۶۴) بازیکن فوتبال اهل اسپانیا است.
از باشگاه‌هایی که در آن بازی کرده‌است می‌توان به باشگاه فوتبال رئال بتیس، باشگاه فوتبال اسپانیول، و باشگاه فوتبال خرز اشاره کرد.
وی همچنین در تیم ملی فوتبال زیر ۲۱ سال اسپانیا بازی کرده‌است.